# Cape Town Spurs Football Club
El Cape Town Spurs Football Club és un club de futbol sud-africà de Ciutat del Cap.

## Història
El club nasqué el 1999 amb el nom Ajax Cape Town, per la fusió dels clubs Seven Stars (1995) i Cape Town Spurs (1969), lligat al club AFC Ajax. Una mostra d'aquesta col·laboració fou el traspàs entre ambdós clubs del jugador Steven Pienaar. L'any 2020 va acabar l'associació amb el club neerlandès, esdevenint Cape Town Spurs.

## Palmarès
- National Soccer League:[4]

1995
- Nedbank Cup:[5]

1995, 2007
- Telkom Knockout:[5]

2000, 2008
- MTN 8:[5]

2015
- Mangaung Cup (pretemporada):

2007, 2008